# (9908) Aue
(9908) Aue és un asteroide del cinturó principal. Orbita el Sol cada 4,94 anys. S'ha identificat com a membre de la família Coronis d'asteroides.
Va ser descobert el 25 de març de 1971 per Cornelis Johannes van Houten i Ingrid van Houten-Groeneveld examinant plaques fotogràfiques fetes per Tom Gehrels a l'observatori Palomar utilitzant el telescopi Samuel Oschin. Se li va donar la designació provisional "2140 T-1". Més endavant es va anomenar "Aue" en honor del poeta i participant de la Tercera Croada alemany Hartmann von Aue.